# Komnenovci
Komnenovci (řecky Κομνηνοί, Komnenoi) byla dynastie, vládnoucí byzantské říši v letech 1081 až 1185. Komnenovci dokázali po dobu jednoho století zadržovat úpadek byzantské říše. Období jejich panování je přesto historiky hodnoceno spíše rozporuplně, kvůli pokračujícímu propadu hospodářství a dezintegraci státní správy, ačkoliv byzantská kultura zažívala nebývalý rozkvět.

## Historie

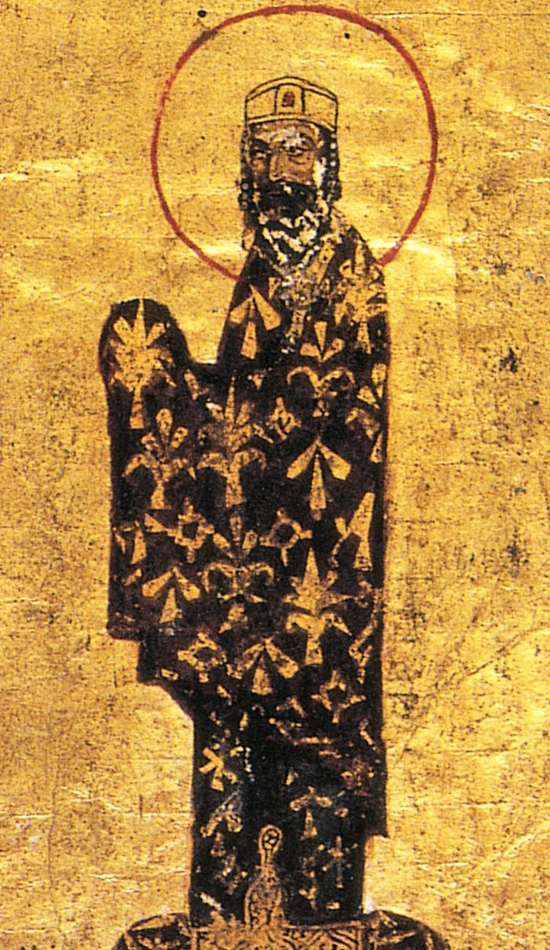
Císař Alexios I. Komnenos

Komnenovci pocházeli z oblasti Paflagonie, na pobřeží Černého moře, jejich původní domovinou byl snad hrad Kastamon. Prvním Komnenovcem na byzantském trůně byl Izák I. Komnenos, velitel východní armády za císaře Michaela VI. Roku 1057 Izák proti Michaelovi povstal a prohlásil se císařem. Nicméně Komnenovci nezískali větší moc až do roku 1081, kdy nastoupil Alexios I. Komnenos, Izákův synovec. Od této chvíle mizí z byzantských dějin zmínky o ostatních aristokratických dynastiích, jako byli například Sklerové či Argyrové. Jejich potomci se přiženili a provdali do královských dynastií Ruska, Francie, Srbska, Německa, Polska a Uherska. Tento vývoj situace usnadnil Komnenovcům jejich politický vzestup.
Komnenovci byli příbuzní s dynastií Duků, někdy se proto jejich rod označuje společně jako dynastie „Komnenoduků“ a obě příjmení nosilo několik významných členů obou rodin. Alexios I. se oženil s Irenou Dukainou, praneteří Konstantina X. Duky, generála a nástupce císaře Izáka I. Několik dalších rodinných příslušníků komnenodukovské dynastie pocházelo z rodů Palaiologů, Angelů a Laskaridů. Mladší dcera Alexia I. a Ireny, Theodora, spojila svůj osud s v budoucnu úspěšným rodem Angelů: Theodořinými vnuky byli císaři Izák II. Angelos a Alexios III. Angelos.
Za vlády Alexia I. a jeho nástupců dosáhla byzantská říše relativní stability a prosperity. Alexios I. přestěhoval císařské sídlo do konstantinopolské paláce Blacherny. V té době již většinu Anatolie ovládali seldžučtí Turci, kteří ji získali již za vlády Alexiových předchůdců. Alexios se proto obrátil s žádostí o pomoc na římského papeže Urbana II., což nakonec mělo za následek první křížovou výpravu, která táhla byzantským územím a umožnila vznik křižáckých států v Levantě. Komnenovci byli zapojeni do křižáckých záležitostí ve Svaté zemi, mimo jiné také manželskými svazky s knížectvím Antiochie a královstvím jeruzalémským; neteř Manuela I. Komnena, Theodora, byla provdána za jeruzalémského krále Balduina III. a Manuelova praneteř Marie za Amalricha I. Jeruzalémského.

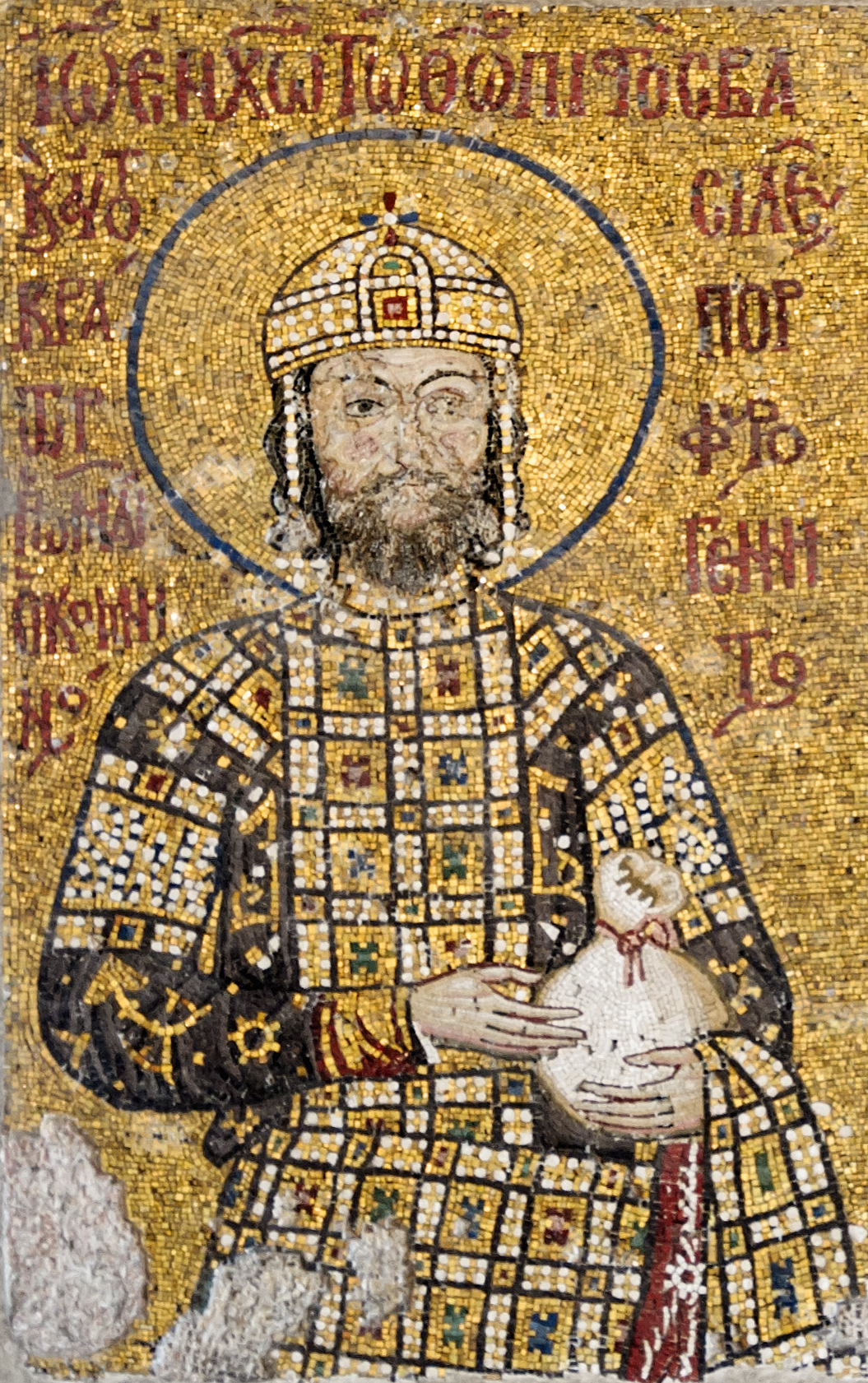
Jan II. Komnenos

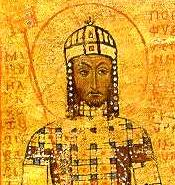
Císař Manuel I.

Alexios I. vládl pozoruhodných 37 let a jeho syn Jan II. Komnenos 25 let i po odhalení spiknutí jeho sestry Anny Komnenovny a jejího manžela Nikefora Bryennia. Janův syn, Manuel I. Komnenos, vládl dalších 37 let.
Rozsáhlý komnenovský klan se dělil na mnoho postranních větví. Jejich členové často zastávali nejvyšší funkce císařských úředníků, místodržících a vojevůdců. Císařská posloupnost se nedodržovala podle přísné kontinuity otec-syn, ale spíše záležela na osobní moci a ambicích každého uchazeče o trůn. V průběhu několika generací se vždy našlo několik zájemců schopných činit si nároky. Po smrti Manuela se komnenovský rod ponořil do spiknutí a komplotů stejně, jako mnoho jejich předchůdců (a také dalších mocichtivých uchazečů z rodiny, kterým se podařilo svého příbuzného svrhnout z trůnu). Alexia II., první Komnenovec, který nastoupil jako nezletilý, byl po třech letech vlády odstraněn. Jeho přemožitel Andronikos I. Komnenos byl sám svržen po dvou letech rodem Angelů pod vedením Izáka II. Angela, který byl sám sesazen a oslepen svým bratrem Alexiem III. Angelem. Rod Angelů byl z trůnu vytlačen během čtvrté křížové výpravy rodem Duků.
Po pádu Konstantinopole roku 1204 se Komnenovci vrátili tam, odkud přišli – do své rodné Paflagonie, kde si na břehu Černého moře založili trapezuntské císařství. Prvním císařem nového státu byl Alexios I., vnuk Andronika I. Tito císařové, známí jako „Velicí Komnenové“ (Megai Komnenoi), vládli ve své nové vlasti dalších 250 let, až do posledního císaře, Davida Komnena, který byl definitivně poražen a popraven sultánem Mehmedem II.
Komnenovský princ, prapravnuk Alexia I. Komnena, Michael Angelos Komnenos Dukas (Michael I. Dukas) založil roku 1204 po pádu Konstantinopole epeirský despotát, další nástupnický stát byzantské říše.
Odpadlý člen komnenovské dynastie, Izák Komnenos si založil ve 12. století své císařství na ostrově Kypru, které bylo vyvráceno během třetí křížové výpravy anglickým králem Richardem I.
Byzantská říše byla v roce 1261 obnovena v Konstantinopoli rodem Palaiologos, kteří jí vládli až do pádu Konstantinopole v roce 1453.